# Bois des Rièges
Le bois des Rièges, situé dans la Réserve naturelle nationale de Camargue, est un site mythique de la Camargue. Il s’agit d’un ensemble de fourrés à Genévriers de Phénicie sur dunes.

## Description
Le bois des Rièges se répartit en huit massifs séparés par des passes, sur un cordon dunaire fossile d'origine maritime de 8 km de long pour 0,5 km de large qui traverse l'étang du Vaccarès sur un axe est-ouest.
Il abrite l’habitat générique 2250 "Dunes littorales à Juniperus spp." défini par la Directive Habitat-Faune-Flore et plus précisément l'habitat élémentaire d'intérêt prioritaire 2250-1 "Fourrés à genévriers sur dunes",qui couvre le bois en libre évolution. Cet habitat est très peu répandu à l’échelle nationale et particulièrement vulnérable aux changements climatiques : il fait donc l’objet de forts enjeux de conservation et est classé "Vulnérable" sur la liste rouge des écosystèmes de l'UICN.

### Espèces végétales
Le Genévrier de Phénicie, ou genévrier turbiné, est l’espèce structurante de cet habitat. Des prélèvements réalisés aux Rièges ont pu montrer que les genévriers avaient globalement moins de 300 ans. La régénération est présente sur les bois, mais reste faible et discrète car le genévrier se régénère lentement et uniquement lors de conditions climatiques optimales sont réunies,
Les principales espèces caractéristiques de ces junipéraies, en dehors du genévrier, sont le Pistachier lentisque (Pistacia lentiscus), le Nerprun alaterne (Rhamnus alaternus), le Filaire à feuilles étroite (Phillyrea angustifolia). Ces arbustes sont associés à des lianes telles que la Salsepareille (Smilax aspera).

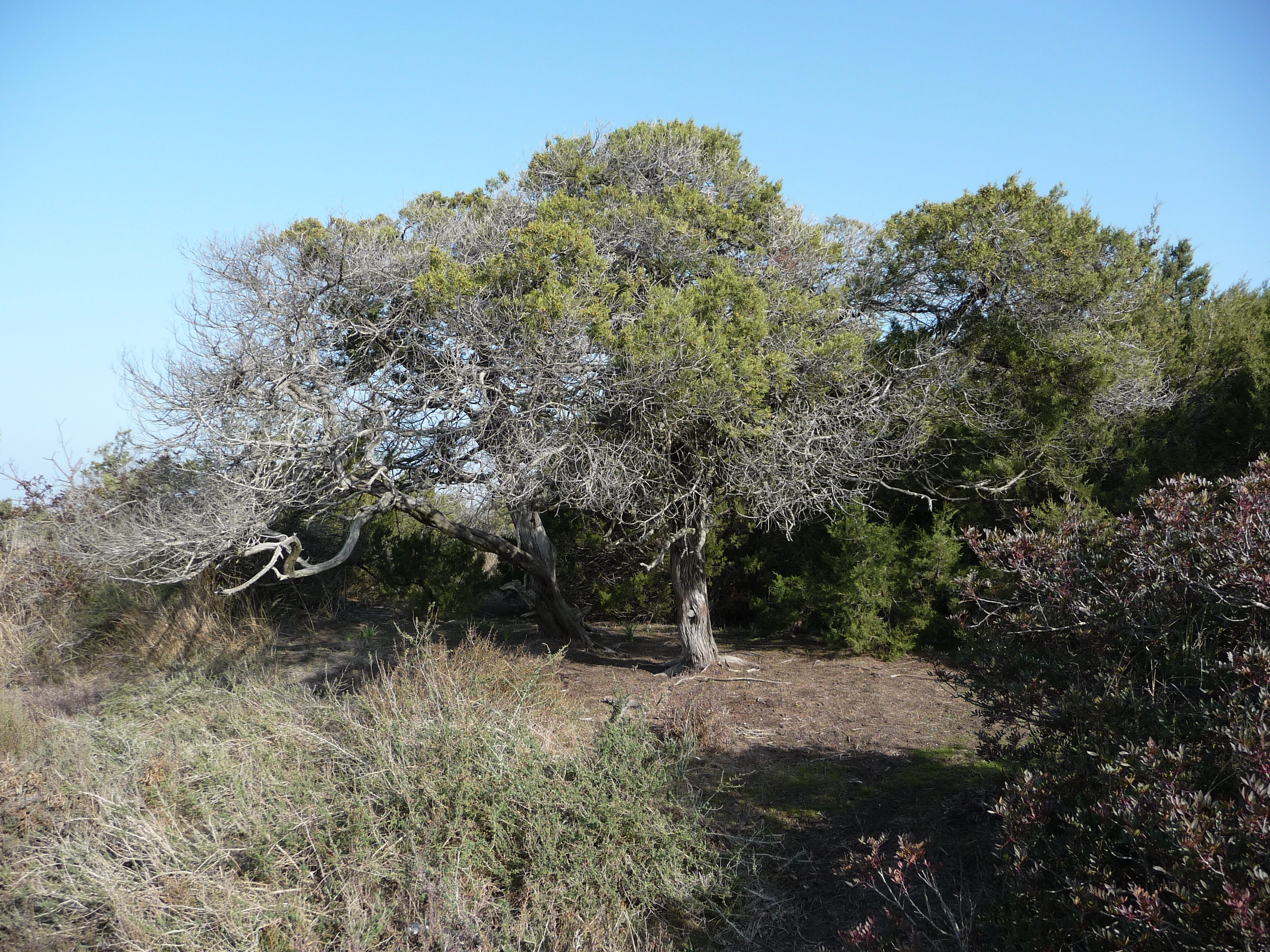
Genévrier du premier bois

Aux Rièges, la végétation s'organise en plusieurs strates : une première, de 2 à 4 mètres de hauteur, dominée par le genévrier associé à d'autres arbustes (cités plus haut) et une deuxième entre 0,5 et 1 mètre de hauteur, constitué d'autres espèces (Daphne gnidium, Osyris alba, Cistus salvaefolius). La strate herbacée, quant à elle, est assez pauvre.

### Évènements historiques et climatiques

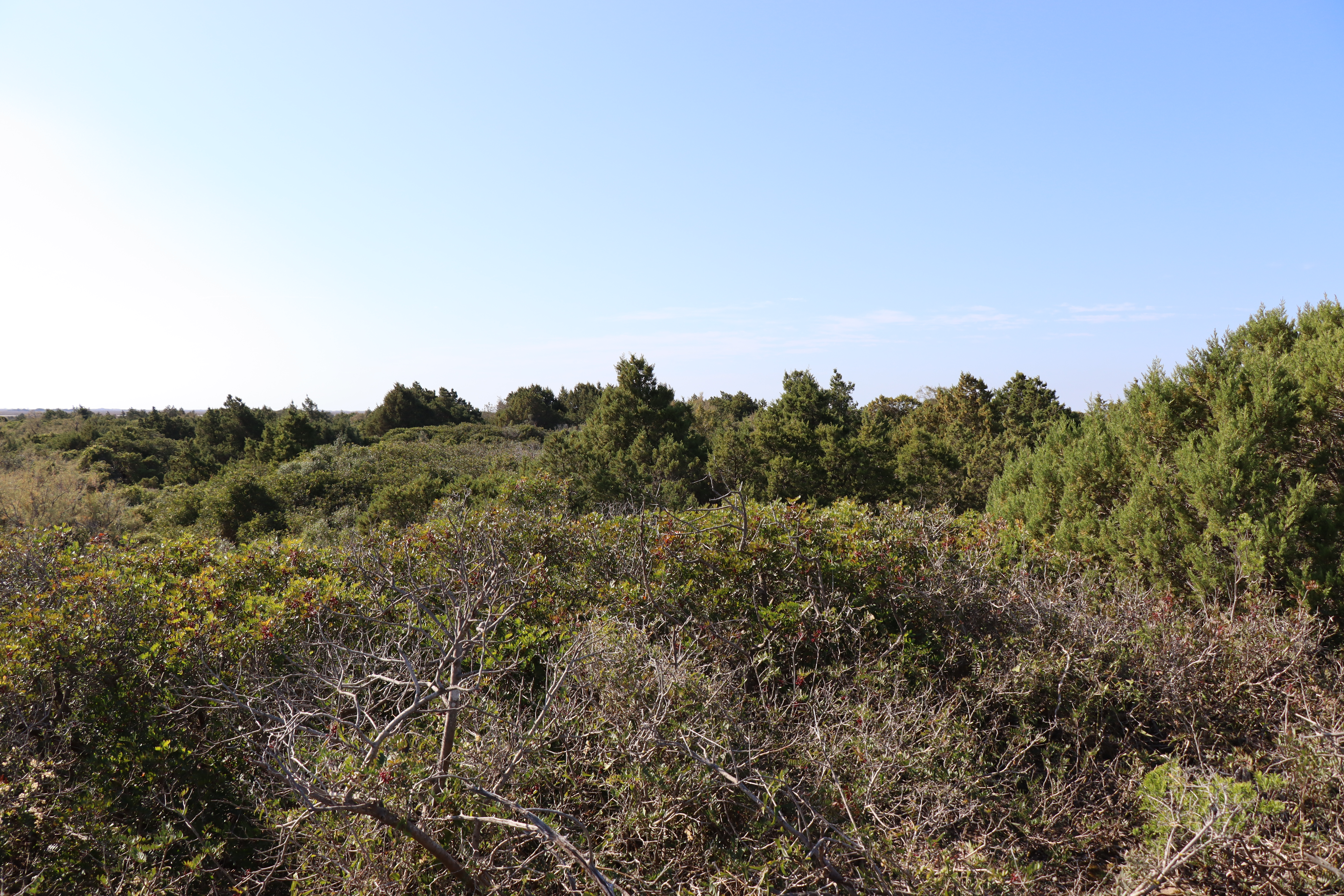
Vue du bois des Rièges

L'histoire du bois des Rièges est intimement liée à celle des aménagements importants connus par le territoire de la Camargue au fil du temps. Ainsi, la construction de la digue à la mer en 1860 puis des digues du Rhône en 1869 ont fortement impacté le paysage et la répartition de l'eau.
Les usages présents sur le territoire, intimement liés à cette ressource en eau, influencent donc les conditions de vie de l'habitat. Entre 1890 et 1910, l'expansion de la viticulture entraîne d'importants rejets d'eau douce dans le Vaccarès. Le bois des Rièges connaît une période de fort pâturage par les taureaux camarguais durant le Seconde Guerre mondiale. À partir de 1953, la riziculture influence particulièrement les niveaux et la salinité de l'étang du Vaccarès. En 1954, la population de lapins s'effondre brusquement en raison de la myxomatose, impactant fortement la végétation des Rièges. Associé avec la fin du pâturage, cela participe à la fermeture progressive des bois (à l'exception du bois 7, lequel s'est plutôt ouvert).
Sur le plan climatique, la Réserve a connu plusieurs périodes de sécheresses et de submersions : 
- Entre 1928 et 1929, G. Tallon observe de grandes gelées et d'importantes submersions, qui ont pour conséquence une forte humidité jusqu'en 1935.
- Entre 1936 et 1949, on observe une sécheresse sévère, qui impacte la végétation en asséchant la strate herbacée et en permettant à la végétation halophile de gagner du terrain sur les dunes.
- Entre 1984 et 1986, une seconde période de sécheresse, intense en 1984 puis modérée les deux années suivantes.

## Contexte écologique

### Climat
La Camargue possède un climat méditerranéen, semi-aride, avec de longs été chauds et secs et des hivers doux et humides. Sur l’année, on note un fort ensoleillement, une pluviométrie plutôt faible et une omniprésence de vents violents, dont le Mistral. Les régimes de vent sont un facteur structurant des dunes et des junipéraies du bois des Rièges. Les vents poussant la dune vers le Sud-est, il est probable que le bois des Rièges occupait par le passé des positions plus septentrionales.

### Lentille d'eau douce
La surélévation du substrat permet la formation d'une lentille d'eau douce sous la dune, au-dessus de la nappe salée. Cette lentille d'eau douce est entièrement approvisionnée par les eaux de pluie, ce qui la rend particulièrement dépendante de l'équilibre entre pluviométrie et évapotranspiration. Pour la végétation des dunes, cela signifie un accès à l'eau limité et variable au fil des saisons : le stock est réduit entre le printemps et l'automne, lorsque les pluies sont les plus faibles et l'évapotranspiration est la plus forte.
Cette lentille est néanmoins essentielle à l'existence de cet habitat et les espèces végétales s'y adaptent. Ainsi, les genévriers situés en hauteur ont un système racinaire plus profond, pour atteindre la lentille d'eau douce, tandis que les individus situés en bordure de la dune, plus bas, ont un système racinaire latéral. Aux Rièges, des racines ont été observées jusqu'à 70 cm de profondeur avant de poursuivre leur chemin à l'horizontale.

### Principales menaces
Les menaces les plus importantes identifiées par l'UICN pour les dunes à genévriers sont : 
- L'augmentation des sécheresses et des températures ainsi que les changements des régimes de précipitations, notamment en raison de leur impact sur les réserves d'eau douce déjà limitées dans les dunes ;
- L'augmentation de la salinité autour des dunes et dans le sol, puisque la végétation ne tolère pas des taux de sel trop élevés ;
- Les feux et incendies, auxquels les genévriers semblent ne pas s'adapter ou résister ;
- Les espèces exotiques envahissantes ;
- Les phénomènes d'érosion, qu'ils soient d'origine éolienne ou hydrique. Au bois des Rièges, cette pression est assez importante sur deux bois parmi les huit.

## Études scientifiques
Depuis les années 1890, le bois des Rièges fait l'objet d'études et de recherches scientifiques, à commencer par des travaux sur la flore réalisés par Flahault et Combres en 1894, puis très largement poursuivis au XXe siècle par Gabriel Tallon, botaniste et directeur de la Réserve ainsi que Molinier. Ceux-ci ont donc permis d'approfondir les connaissances sur la flore et la géopmorphologie du bois des Rièges.
À partir des années 1980, plusieurs études sont menées sur l'hydrologie et notamment sur le fonctionnement de la lentille d'eau douce, par les chercheurs Pascal (1982), Berger et Heurteaux (1985 et 1987).
Par ailleurs, des études entomologiques et lichénologiques ont été réalisées de manière ponctuelle.